# Westland Whirlwind (hélicoptère)
 (avril 2022).
Le contenu est difficilement compréhensible vu les erreurs de traduction, qui sont peut-être dues à l'utilisation d'un logiciel de traduction automatique.
Pour les articles homonymes, voir Westland Whirlwind.

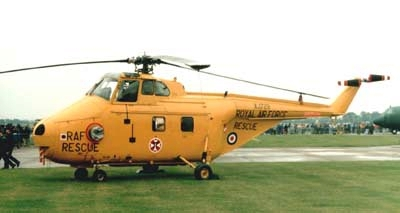
Un Westland Whirlwind.

Le Westland Whirlwind est une version britannique construite sous licence de l'hélicoptère américain Sikorsky S-55/H-19 Chickasaw dans les années 1950. Il servit principalement dans la Fleet Air Arm de la Royal Navy dans les rôles de la lutte anti-sous-marine et de la SAR (recherche et sauvetage en mer).

## De conception et de développement
En 1950 Westland Aircraft, qui construisaient déjà sous licence l'hélicoptère américain Sikorsky S-51, sous la désignation de Westland Dragonfly, acheta le droit de fabriquer et de vendre l'hélicoptère Sikorsky S-55, alors le plus important de Sikorsky. Tandis qu'un hélicoptère construit par Sikorsky était mis en l'air par Westland en juin 1951, la conversion de sa conception pour répondre aux normes britanniques (y compris la fourniture d'une version révisée de la boîte de transmission du rotor principal) fit perdre du temps, et le premier prototype britannique, immatriculé G-AMJT, mû par un moteur Pratt & Whitney R-1340-40 Wasp de 600 hp (447 kW) n'a pas volé avant août 1953. Cela a été suivi par dix Whirlwind HAR.1, qui sont entrés en service peu de temps après. Ils ont servi dans des rôles non combattants, y compris la SAR et dans des fonctions de télécommunication. Le HAR.3 avait un moteur Wright R-1300-3 Cyclone 7, plus puissant, de 700 hp (522 kW).
Les performances des versions du début ont été limitées par la puissance des moteurs américains Wasp ou Cyclone, et en 1955, le HAR.5, propulsé par un moteur amélioré, l'Alvis Leonides Major, vola pour la première fois. Cela a été suivi par le HAS.7 alimenté de même, et qui est devenu le premier hélicoptère britannique en première ligne conçu pour la lutte anti-sous-marine quand il est entré en service en 1957. Il pouvait être équipé avec un Sonar suspendu (immergé) pour la détection de sous-marin ou pour porter une torpille, mais ne pouvait pas porter les deux en même temps ; aussi ceux qui étaient équipés d'un sonar, appelés "Hunters" ("chasseurs") avaient pour tâche de diriger vers l'objectif les "Killers" ("tueurs") armés d'une torpille. Le HAS.7 était alimenté par un moteur radial Alvis Leonides Major 755/1 de 750 hp (560 kW). Il avait un plafond en vol stationnaire de 2 900 m et une distance franchissable de 540 km à 140 km/h.
Plus tard dans leur vie, certains HAS.7 ont été convertis pour utiliser le turbomoteur Rolls-Royce Gnome, tout comme le HAR.9.
Après son entrée en service dans la Royal Navy, le Whirlwind vînt à être utilisé par l'Armée Britannique et par la Royal Air Force. Plus de 400 Whirlwind ont été construits, dont près de 100 ont été exportés à des clients étrangers. La Marine française a reçu 37 Whirlwind HAR.2 entre 1954 et 1957.

## Service opérationnel
Le Squadron 848 (NAS) de la Fleet Air Arm de la Royal Navy fut le premier escadron doté des HAR.1 qui remplacèrent les HAR.21 construits par Sikorsky pour la servitude et la Recherche et le sauvetage à partir de juillet 1954.

## Variantes

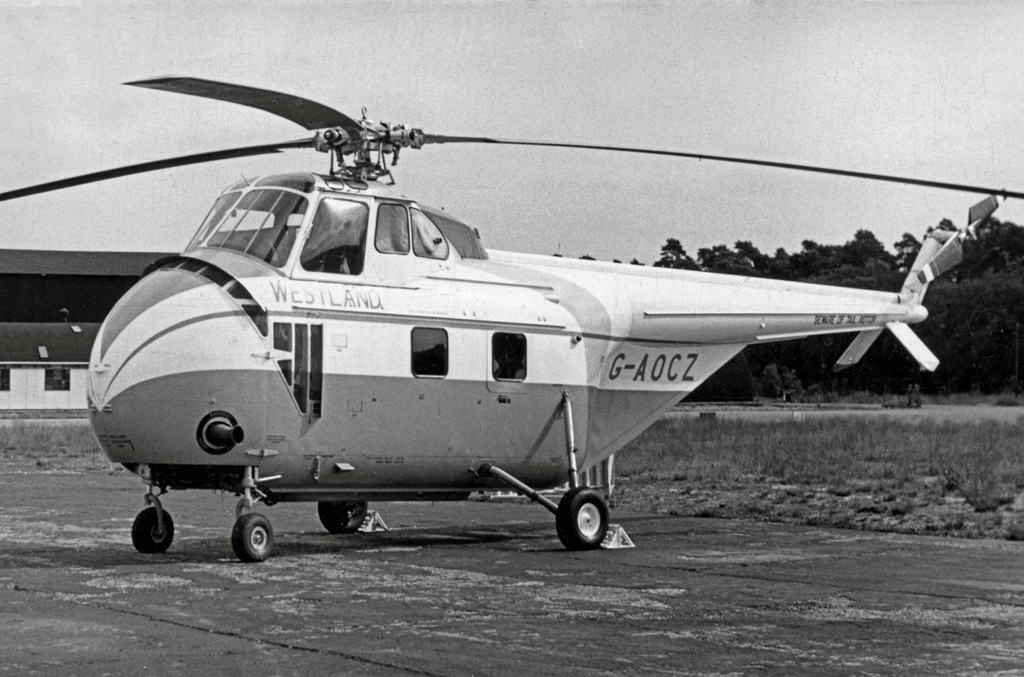
Whirlwind de la Série 1 démonstrateur équipé avec P&W R-1340 en 1955

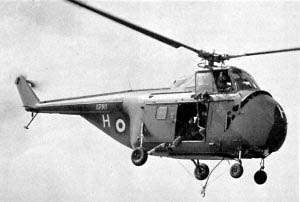
Whirlwind de la Royal Navy

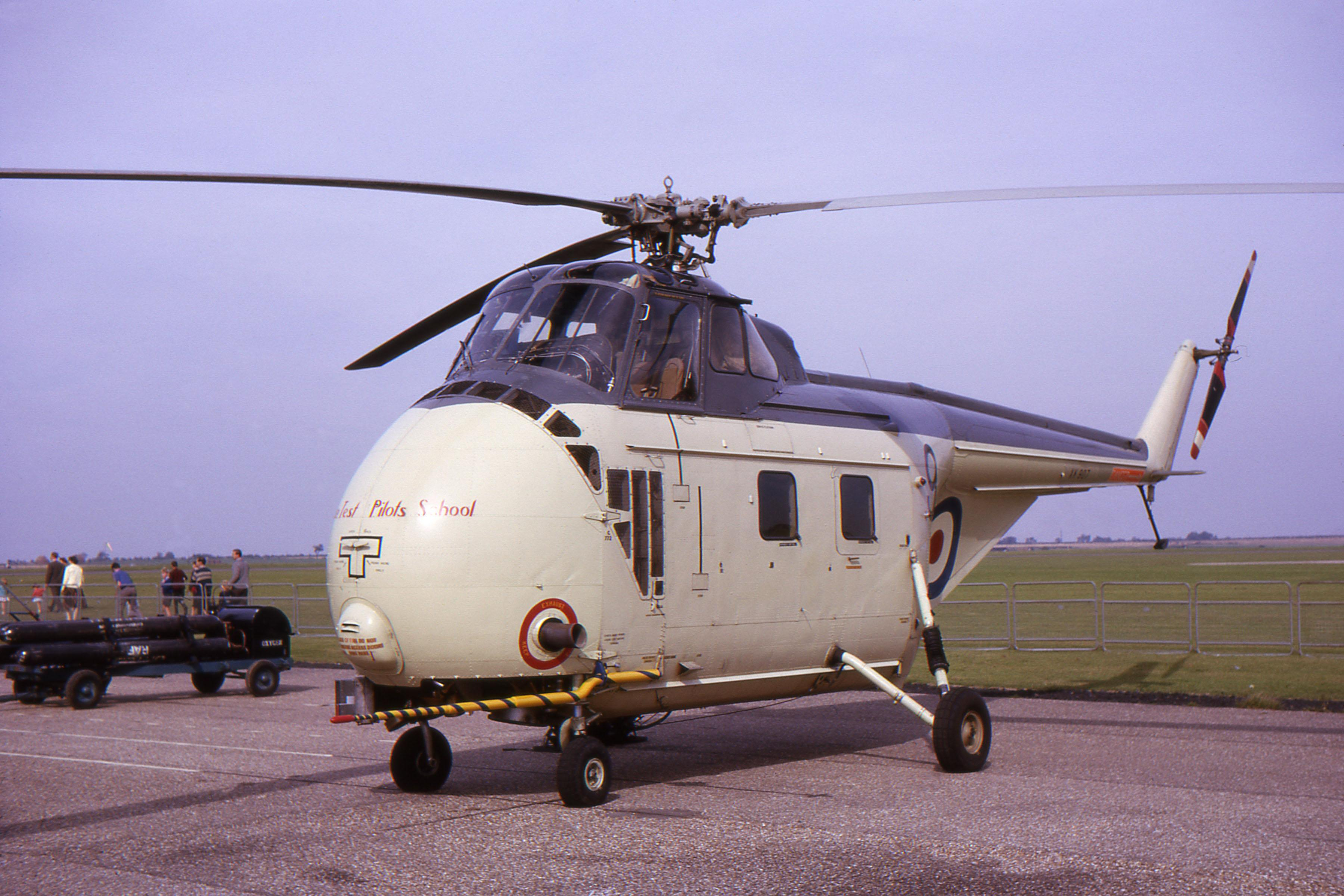
Whirlwind HAS.7 de l'Empire Test Pilots School

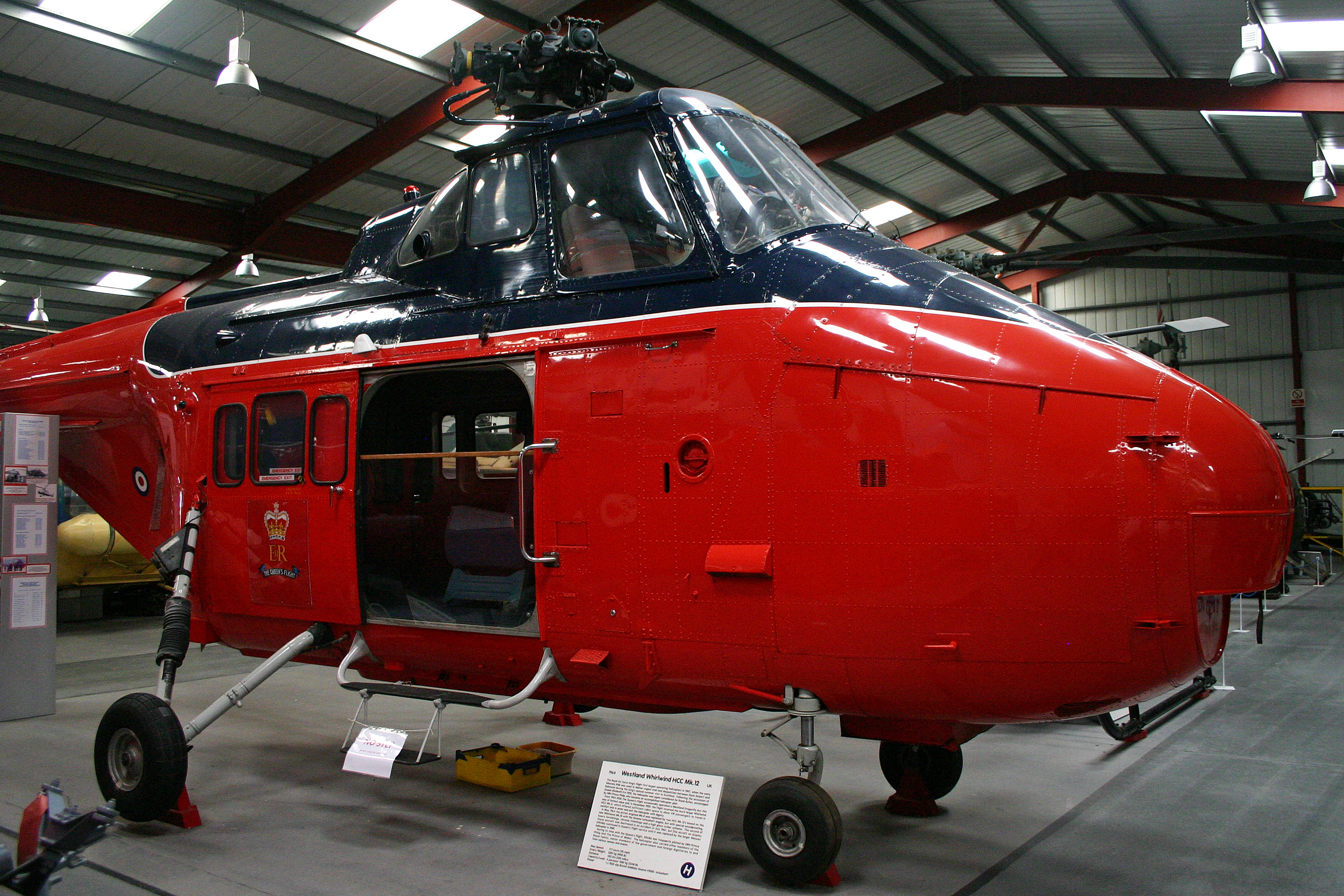
Whirlwind de la HCC.12 de la Royal Flight

WS-55 Série 1
44 construits ; moteurs américain Pratt & Whitney Wasp R-1340-40), hélicoptères de transport militaires et civils
WS-55 Série 2
19 construits ; moteurs Alvis (Alvis Leonides Major 755), utilisation civile
WS-55 Série 3
5 construits ; turbomoteurs Gnome (Bristol Siddeley Gnome 101), utilisation civile
HAR.1
10 construits ; RN ; Recherche et sauvetage
HAR.2
33 construits ; RAF en service à partir de 1955
HC.2
en service dans la RAF
HAR.3
25 construits ; RN ; moteur Wright Cyclone
HAR.4
24 construits ; amélioration du HAR.2 pour conditions chaudes et hautes, RAF
HAR.5
3 construits ; moteur Alvis Leonides Major et abaissement de 3 degrés de la poutre de queue pour accroître l'espace libre de maintenance du rotor principal ; RN
HAR.7
40 construits ; servitudes RN - 6 convertis en HAR.9
HAS.7
89 construits ; fonctions anti-sous-marine pour la RN - 1 torpille; 12 utilisés comme transports des Royal Marines, 6 convertis en HAR.9
HCC.8
2 construits ; transport de très, très hautes personnalités du Royal Flight (Squadron No.32 de la RAF), plus tard converti en HAR.10
HAR.9
12 construits, conversions de HAS.7 avec une turbine à gaz Bristol Siddeley Gnome en remplacement du moteur de la Leonides Major, RN
HC.10
RAF service
HAR.10
68 construits ; mû par une turbine à gaz Bristol Siddeley Gnome, RAF, transport et de sauvetage aéro-maritime
HCC.12
2 construits ; Royal Flight
Versions construites aux États-Unis pour l'évaluation :
HAR.21
10 construits ; sauvetage. Équivalent au HRS-2 de l'USMC.
HAS.22
15 construits ; lutte anti-sous-marine. Équivalent au HO4S-3.

## Utilisateurs

### Utilisateurs militaires
Autriche
- Force aérienne autrichienne[7],[8]

 Brésil
- Force aérienne brésilienne[9]
- Marine brésilienne [10],[11]

 Brunei
- Brunei Air Force[9]

 France
- Marine nationale française[5]

 Ghana
- Le Ghana Air Force[12]

 Iran
- Armée de l'air impériale iranienne[12]

 Italie
- Armée de l'Air italienne[12]

 Koweït
- Force aérienne koweïtienne[13]

 Nigeria
- Nigerian Air Force[14]

 Qatar
- Qatar Air Force - Reçu deux Tourbillon de la Série 3 lors de sa fondation en 1968[15]

 Royaume-Uni
- Royal Air Force[16]

- Royal Navy [17]

 Yougoslavie

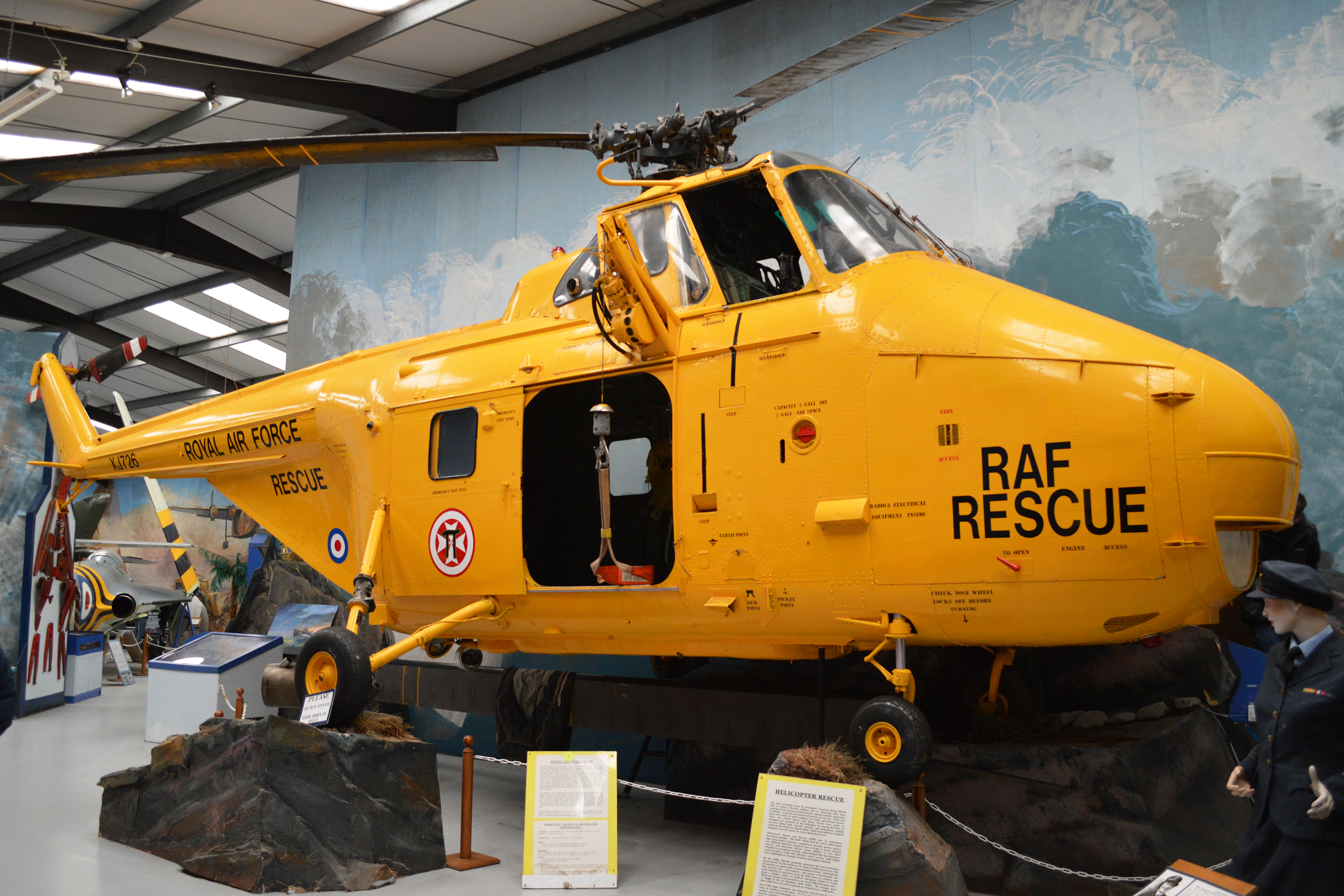
XJ726 - HAR 10 utilisé par la Royal Air Force

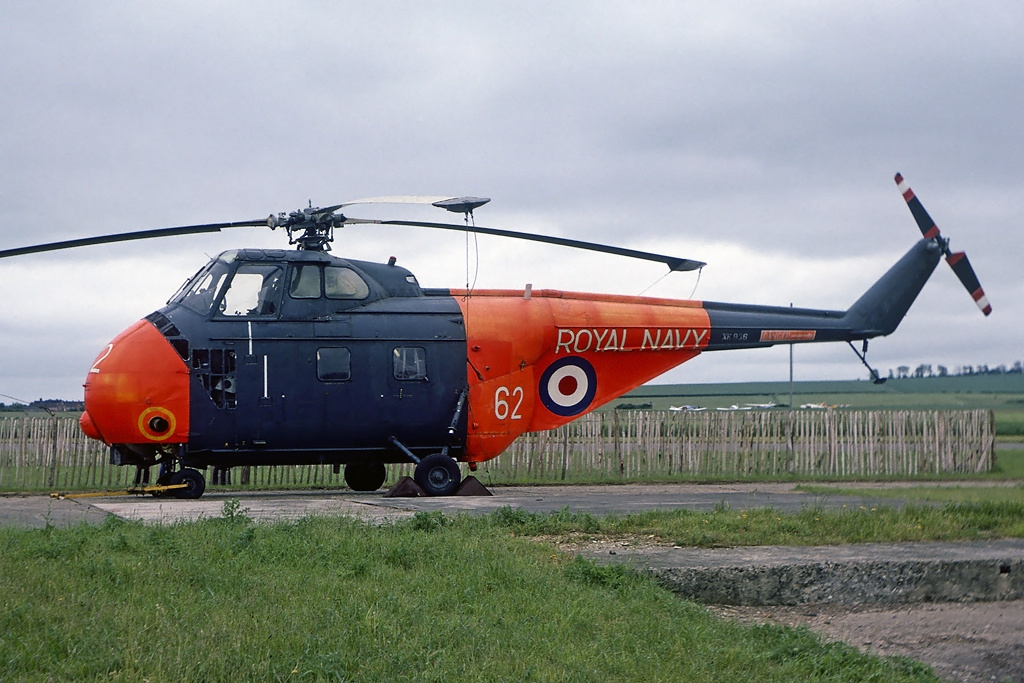
XK936 - A 7 utilisé par la Royal Navy

- Force aérienne de la RFS de Yougoslave}[Quoi ?][18],[19]

### Utilisateurs civils
Royaume-Uni
- Bristow Helicopters[20],[21]
- La British European Airways[22]

## Les survivants[Quoi ?]
Plus de 69 avions demeurent la propriété privée, l'objet de dumping ou dans les musées, notamment le Musée de la RAF et de la Fleet Air Arm Museum ainsi que l'actuel gardien des portes à RAF Odiham.
- Whirlwind HAR.10 XJ729/G-BVGE.
- Whirlwind de la Série 3 G-APWN, Midland Musée de l'Air, de Coventry, en Angleterre. Parfois, ouvert pour le visionnement.
- Whirlwind HAR.9 XL875 à Scone de l'Aérodrome de Perth, en Écosse. Air Service Formation (Ingénierie et de la Formation des Pilotes)[24]
- Whirlwind HAR.9 XN258 Au Nord-Est de l'Aéronef Musée.
- Whirlwind HAR.10 XD163 à L'Hélicoptère Musée, de Weston-super-Mare, en Angleterre.
- Whirlwind HAR.10 XP345 À Aeroventure, Yorkshire du Sud) Musée d'Avions, de Doncaster en Angleterre. Détenue par le Yorkshire Hélicoptère Groupe de Préservation.
- Whirlwind HAR.10 XP355 À la Ville de Norwich Musée de l'Aviation, de l'Aéroport de Norwich, en Angleterre.
- Whirlwind XG576 / CU-590 (cn WA71) Nommée "Princesse Olivia". Ex Bristow Helicopters G-AYNP. À l'origine, livré à la Marine Royale XG576 en 1955. À Alten (Buseck), En Allemagne.
- Whirlwind Srs3 XG588 / VR-BEP en exposition statique à East Midlands Aeropark

### Citations
1. ↑  Derek James 1991, p. 320-321
2. ↑  Derek James 1991, p. 322
3. ↑  Derek James 1991, p. 329
4. ↑  James 1991, p. 330.
5. 1 2  Derek James 1991, p. 336
6. 1 2  Owen Thetford 1982, p. 423
7. ↑  « FlightGlobal World Helicopter Market - 1968 », flightglobal.com, juillet 1968 (consulté le 28 janvier 2015)
8. ↑  « Westland-WS-55-Whirlwind », Demand media (consulté le 28 janvier 2015)
9. 1 2  « FlightGlobal World Helicopter Market - Page 49 », flightglobal.com, juillet 1968 (consulté le 28 janvier 2015)
10. ↑  « Flight Global - 1966 », flightglobal.com, juillet 1966 (consulté le 28 janvier 2015)
11. ↑  « Westland Whirlwind HAR3, N-7010, Brazilian Navy », abpic.co.uk (consulté le 28 janvier 2015)
12. 1 2 3  "World Helicopter Market".
13. ↑  « FlightGlobal World Helicopter Market - 1968 », flightglobal.com, juillet 1968 (consulté le 28 janvier 2015)
14. ↑  « 1968 | 1210 | Flight Archive », sur www.flightglobal.com (consulté le 24 juillet 2019)
15. ↑  Air International September 1988, p. 136.
16. ↑  « Westland Whirlwind HAR10 Helicoptor », MooreAircraft.com (consulté le 28 janvier 2015)
17. ↑  « A Royal Navy Westland Whirlwind helicopter flies alongside the south coast of England. », BBC (consulté le 28 janvier 2015)
18. ↑  « 1968 | 1216 | Flight Archive », sur www.flightglobal.com (consulté le 24 juillet 2019)
19. ↑  « Yugoslavian Westland-WS-55-Whirlwind », Demand media (consulté le 28 janvier 2015)
20. ↑  Derek James 1991, p. 327
21. ↑  « Bristow Helicopters Westland-WS-55 », Demand media (consulté le 7 février 2013)
22. ↑  « Westland WS-55 Series 3, G-AODA/EP-HAC/9Y-TDA, at The Helicopter Museum », helicoptermuseum.co.uk (consulté le 2 février 2013)
23. ↑  « Demobbed - Out of Service British Military Aircraft - Westland Whirlwind », demobbed.org.uk (consulté le 7 septembre 2016)
24. ↑  Tayfusion, « Aircraft Engineering Training Scotland by Air Service Training UK » [archive du 29 mai 2016], web.archive.org (consulté le 7 septembre 2016)